# Robert Ridgely
Robert Ridgely (Teaneck, 24 dicembre 1931 – Los Angeles, 8 febbraio 1997) è stato un attore statunitense.

## Biografia
Ridgely iniziò a recitare nei primi anni sessanta in serie televisive come Maverick, facendosi notare soprattutto come caratterista. È stato inoltre doppiatore di molte serie animate, tra cui Flash Gordon e TaleSpin. Molto apprezzato da registi come Mel Brooks e Paul Thomas Anderson, morì di cancro l'8 febbraio 1997 durante le riprese di Boogie Nights, all'età di 65 anni. Il film di Paul Thomas Anderson è stato dedicato alla sua memoria.

## Filmografia parziale

### Cinema
- Mezzogiorno e mezzo di fuoco (Blazing Saddles), regia di Mel Brooks (1974)
- Alta tensione (High Anxiety), regia di Mel Brooks (1977)
- Una volta ho incontrato un miliardario (Melvin and Howard), regia di Jonathan Demme (1980)
- Qualcosa di travolgente (Something Wild), regia di Jonathan Demme (1986)
- Beverly Hills Cop II - Un piedipiatti a Beverly Hills II (Beverly Hills Cop II), regia di Tony Scott (1987)
- Che vita da cani! (Life Stinks), regia di Mel Brooks (1991)
- Robin Hood - Un uomo in calzamaglia (Robin Hood: Men in Tights), regia di Mel Brooks (1993)
- Philadelphia, regia di Jonathan Demme (1993)
- C'eravamo tanto odiati (The Ref), regia di Ted Demme (1994)
- Mi sdoppio in 4 (Multiplicity), regia di Harold Ramis (1996)
- Sydney, regia di Paul Thomas Anderson (1996)
- Fire Down Below - L'inferno sepolto (Fire Down Below), regia di Félix Enríquez Alcalá (1997)
- Boogie Nights - L'altra Hollywood (Boogie Nights), regia di Paul Thomas Anderson (1997)

### Televisione
- Surfside 6 – serie TV, episodio 1x11 (1960)
- Maverick – serie TV, episodio 4x26 (1961)
- Bus Stop – serie TV, episodio 1x10 (1961)
- Hawaiian Eye – serie TV, episodio 3x34 (1962)
- The Gallant Men – serie TV, 26 episodi (1962-1963)
- Bonanza – serie TV, episodio 13x24 (1972)

## Doppiatori italiani
- Alessandro Rossi in Philadelphia e C'eravamo tanto odiati
- Sergio Rossi in Beverly Hills Cop II - Un piedipiatti a Beverly Hills II
- Renato Mori in Boogie Nights - L'altra Hollywood